# Hayflick-limiet
De hayflicklimiet of het hayflickfenomeen is het aantal keren dat een normale menselijke celpopulatie zich zal delen tot het delingsproces stopt. Ervaringswijsheid is dat de telomeren, de uiteinden van de DNA-moleculen in een cel, bij elke celdeling korter worden. Dit gebeurt steeds weer, tot de lengte een kritische ondergrens heeft bereikt. Dan stopt de deling.
Het idee van de hayflicklimiet werd in 1961 voor het eerst verwoord door de Amerikaanse anatoom Leonard Hayflick. Hayflick toonde aan dat een gewone populatie van foetale menselijke cellen in een celcultuur zich tussen de 40 en 60 keer zal delen. De populatie verkeert dan in een staat van veroudering. Deze bevinding was in tegenspraak met de stelling van Nobelprijswinnaar Alexis Carrel, die stelde dat gewone cellen praktisch onsterfelijk waren.
De Australische Nobelprijswinnaar sir Macfarlane Burnet gebruikte de naam "hayflicklimiet" voor het eerst in 1974 in zijn boek Intrinsic Mutagenesis: A Genetic Approach to Ageing.

## De onsterfelijke cel

### Geschiedenis
In de periode voorafgaand aan Hayflicks ontdekking was de gangbare opvatting dat cellen van gewervelden zich in principe tot in het oneindige konden delen. Alexis Carrel, chirurg en Nobelprijswinnaar, had eerder gesteld dat "Alle cellen die overgebracht worden in een celcultuur onsterfelijk zijn. Het stoppen van de voortgaande celdeling is het gevolg van de onwetendheid ten aanzien van hoe cellen het best kunnen groeien". Hij ondersteunde zijn stelling met de claim dat hij in staat was fibroblasten uit een kippenhart in een celcultuur gedurende 34 jaar in leven te houden. Dit toonde volgens Carrel aan dat cellen van gewervelden zich in een celcultuur tot in het oneindige konden blijven delen. Andere wetenschappers konden zijn resultaten echter niet herhalen. Tegenwoordig wordt aangenomen dat Carrels resultaten samenhangen met een fout in het experiment. Het is een reële mogelijkheid dat met de dagelijkse toevoeging van noodzakelijke nutriënten ook, onbedoeld, nieuwe stamcellen aan de cultuur werden toegevoegd. Hiermee kon de cultuur blijven leven, al was het geen oneindige voortzetting van de oorspronkelijke cellijn.

### Het experiment
Tijdens zijn werk op het Wistar Instituut begon Hayflick voor het eerst te twijfelen aan de resultaten en theorie van Carrel. Hayflick stelde cellen uit een gewone menselijk cellijn bloot aan een extract van kankercellen. Hij stelde vast dat de cellen zich op een zeker moment niet verder deelden. Hoewel in eerste instantie een technische fout voor de hand lag, kwam hij later tot het inzicht dat tijdens de celdelingen een soort telmechanisme aan het werk was. Met Paul Moorhead, een cytogeneticus ontwierp hij een experiment dat antwoord moest geven op de vraag of cellen het eeuwig leven hadden of niet.
Hayflick en Moorhead maakten een mengsel van gelijke aantallen menselijke fibroblasten. De ene groep cellen was afkomstig van een man, en bestond uit cellen die zich al 40 keer gedeeld hadden. De andere groep bestond uit cellen afkomstig van een vrouw, die zich pas 10 keer gedeeld hadden. Het onderscheid tussen deze twee groepen is onder de microscoop eenvoudig te maken. Zuivere populaties werden als controle gebruikt. Toen de mannelijke controlecellen stopten met delen, bleek dat het mengsel alleen nog maar uit vrouwelijke cellen bestond. Dit toonde duidelijk aan dat er geen technische fouten gemaakt waren of dat een virus roet in het eten gegooid had (daar zouden zowel mannelijke als vrouwelijke cellen last van gehad hebben). Daarnaast was ook duidelijk dat de oudere cellen "zich herinnerden" dat ze oud waren, ondanks de omringende jongere cellen.
Deze resultaten ontkrachtten de theorie van de onsterfelijke cel en maakten aan de andere kant duidelijk dat de hayflicklimiet een acceptabele biologische theorie is. In tegenstelling tot de resultaten van Carrel zijn Hayflicks resultaten door anderen bevestigd.

## Celfases
Hayflick onderkent drie fases in het bestaan van een celpopulatie. Bij de start van het experiment bevindt de cultuur zich in fase 1. In fase 2 zijn de cellen zich uitbundig aan het delen. Fase 3 wordt gekenmerkt door het teruglopen van het delingstempo tot de deling geheel stopt; de cultuur is verouderd.

## Telomeerlengte

De gemiddelde cel deelt zich tussen de 50 en 70 keer voordat hij sterft. Elke keer als de cel zich deelt worden de telomeren aan het eind van de chromosomen korter. De hayflicklimiet beschrijft het korter worden van de telomeren bij elke deling tot ze uiteindelijk verdwenen zijn. Deze theorie koppelt de veroudering van de cel aan moleculairbiologische processen.

Er blijkt een duidelijke relatie te bestaan tussen de hayflicklimiet en de lengte van de telomeren. Tijdens het proces van celdeling worden elke keer kleine stukjes verloren. De oorzaak hiervan ligt in de asymmetrie in de replicatie van DNA. Het telomeergebied codeert niet voor eiwitten. Het is een eenvoudig herhalend stukje DNA aan het eind van het lineaire eukariotische chromosoom dat verloren gaat. Na een groot aantal delingen zijn de telomeren op, en start de apoptose. Dit mechanisme voorkomt kopieerfouten, die tot mutaties zouden kunnen leiden. Als de telomeren op zijn door het aantal celdelingen, stopt de cel met delen. De cel heeft zijn hayflicklimiet bereikt.
In kankercellen treedt dit proces niet op door de aanwezigheid van het enzym telomerase. Dit enzym houdt de telomeren op lengte, waardoor een kankercel nooit zijn hayflicklimiet bereikt en zich dus kan delen tot in het oneindige. Een mogelijke behandeling van kanker is gebaseerd op het gebruik van telomerase-remmers, er wordt voorkomen dat de telomeren weer op lengte gebracht worden, waardoor de kankercellen, net als gewone cellen, kunnen sterven. Anderzijds zouden activatoren van telomerase gebruikt kunnen worden om de telomeren van verder gezonde cellen te verlengen, en daarmee hun hayflicklimiet op te rekken.

## Veroudering van een organisme
Hoewel het aantal celdelingen in de celcultuur, in vitro veel groter is dan verwacht kan worden voor niet-stamcellen tijdens een normaal leven riep de ontdekking wel de vraag op of dit beperkte aantal delingen ook betekenis had voor het in vivo verouderingsproces van een meercellig organisme als geheel. Hoewel verwacht werd dat de delingscapaciteit van een celcultuur omgekeerd evenredig zou zijn aan de leeftijd van de donor van de cultuur, bleek dat niet het geval te zijn.
Vergelijkende studies van verschillende diersoorten maken duidelijk dat de delingscapaciteit eerder samenhangt met het lichaamsgewicht van de betreffende soort dan met de levensverwachting. Tot nu toe lijkt er geen direct verband tussen de hayflicklimiet en veroudering van het organisme als geheel.